# Lymanopoda albofasciatus
Lymanopoda albofasciatus är en fjärilsart som beskrevs av Johannes Karl Max Röber. Lymanopoda albofasciatus ingår i släktet Lymanopoda och familjen praktfjärilar. Inga underarter finns listade i Catalogue of Life.